# Craspediopsis pallivittata
Craspediopsis pallivittata är en fjärilsart som beskrevs av Moore 1867. Craspediopsis pallivittata ingår i släktet Craspediopsis och familjen mätare. Inga underarter finns listade i Catalogue of Life.